# Tambja oliva
Tambja oliva is een slakkensoort uit de familie van de Polyceridae. De wetenschappelijke naam van de soort is voor het eerst geldig gepubliceerd in 1977 door K.B. Meyer.